# Demoniac Flagellations
Demoniac Flagellations – debiutancki album studyjny deathmetalowego zespołu Anal Vomit wydany 28 lutego 2005 roku przez wytwórnię From Beyond Productions.

## Lista utworów
1. „Intro” – 0:27
2. „Sendero siniestro” – 2:35
3. „Temptation and Pleasure” – 4:20
4. „Total Sacrilegious” – 2:08
5. „Seed of Evil” – 5:05
6. „Signo de la bestia” – 2:15
7. „Kingdom of the Cruelty II” – 4:12
8. „Bestial masacre” – 1:59
9. „Camara de torturas" (cover Mortuoriio) – 3:24
10. „Tales of Sorcery” – 6:44
11. „Antichrist" (cover Sepultury) – 3:41

## Twórcy
| Anal Vomit w składzie - Destructor – perkusja - Noizer – gitary, gitara basowa (2, 4, 6, 8) - Possessor – wokal, gitara basowa Gościnnie - Omar Suarez – gitara prowadząca - Neyra – wokal wspierający | Personel - Juan Ramos – mastering - Miriam Fonseca – zdjęcia - Saúl Cornejo – inżynier dźwięku - José Okamura – inżynier dźwięku (assistant) - Erick Rojas "Raven" – projekt graficzny - Juanjo Castellano – projekt graficzny |